# Bartolomeo Cesi (cardeal)
Bartolomeo Cesi (Roma, 1567 - Tivoli, 18 de outubro de 1621) foi um cardeal do século XVII

## Biografia
Nasceu em Roma 1567. Dos duques de Acquasparta. Segundo dos cinco filhos de Angelo Cesi, signore de Monticelli, e Beatriz Caetani. Os outros irmãos eram Ottavio, Federico, Angela e Paolo. Sobrinho-neto dos cardeais Paolo Emilio Cesi (1517) e Federico Cesi (1544). Parente de seu primo de segundo grau Pierdonato Cesi , sêniore (1570). Seu sobrenome também consta como Cesa; como Cesio; e como Cæsi.
Estudou na Universidade de Perugia, onde obteve o doutorado in utroque iure , direito canônico e civil, em 1587.
Referendário dos Tribunais da Assinatura Apostólica da Justiça e da Graça. Prelado doméstico de Sua Santidade. Protonotário apostólico participativo , 1586. Clérigo da Câmara Apostólica, 1º de abril de 1589; depois, 28 de dezembro de 1589, seu tesoureiro geral e coletor degli Spogli, 23 de janeiro de 1590. Governador de Civitavecchia, 8 de janeiro de 1590. Prefeito dos Arquivos, 1593.

## Sacerdócio
Ordenado (sem data), juntamente com o Cardeal Pietro Aldobrandini, em Loreto, pelo Papa Clemente VIII, em sua viagem de volta de Ferrara.
Criado cardeal diácono no consistório de 5 de junho de 1596; recebeu o chapéu vermelho em 8 de junho de 1596; e a diaconia de S. Maria in Portico Octaviae , 21 de junho de 1596. Governador de Tivoli, 17 de setembro de 1597 até 1605. Abade commendatario de S. Pastore, Rieti, 1599. Participou do conclave de março de 1605, que elegeu o Papa Leão XI. Governador da cidade e fortaleza de Benevento, de 1 a 27 de abril de 1605. Participou do conclave de maio de 1605, que elegeu o Papa Paulo V.
Eleito arcebispo de Conza, em 10 de março de 1608. Consagrada, em 13 de abril de 1608, igreja de S. Maria in Portico, Roma, pelo cardeal Bonifacio Caetani, auxiliado por Francesco Montorio, bispo de Nicastro, e por Placido Della Marra, bispo de Melfi. Optou pela ordem dos cardeais presbíteros e pelo título de S. Pietro in Vincoli, em 5 de dezembro de 1611. Camerlengo do Sacro Colégio dos Cardeais, de 9 de janeiro de 1612 a 13 de janeiro de 1614. Optou pelo título de S. Prassede, em 7 de janeiro de 1613. Renunciou ao governo da arquidiocese antes de 3 de março de 1614. Optou pelo título de S. Maria in Tra stevere, 31 de agosto de 1620. Participou do conclave de 1621, que elegeu o Papa Gregório XV. Optou pelo título de S. Lorenzo em Lucina, em 29 de março de 1621. Cardeal protoprete. Transferido para a sede de Tivoli em 5 de maio de 1621. Abade commendatario de S. Pastore, diocese de Rieti.
Morreu em Tivoli 18 de outubro de 1621. Seu corpo foi transferido para Roma e enterrado no túmulo de sua família na basílica patriarcal da Libéria, Roma.